# Acacia jamesiana
Acacia jamesiana — вид квіткових рослин з родини бобових. Ареал: Австралія (Західна Австралія).

## Середовище
Він часто зростає на піщаних дюнах і рівнинах на різних типах ґрунтів, переважно як частина високих відкритих чагарникових угруповань, і його часто асоціюють зі спініфексом.

## Біоморфологічна характеристика
Це дерево або кущ, що переважно досягає висоти від 1,5 до 6 метрів, має сріблясто-жилуваті гілочки та смолисті нові пагони. Вічнозелені філодії часто мають лінійно-чотирикутну форму з ромбічним поперечним перерізом; вони жорсткі з гострим вістрям, у довжину від 8 до 22 см і вшир від 1 до 1,5 мм. Цвіте з травня по листопад, утворюючи жовті квітки. Прості суцвіття розташовані поодиноко в пазухах і мають квіткові голівки від 9 до 12 мм завдовжки та 6 до 8 мм завширшки, щільно заповнені золотистими квітками. Стручки лінійної форми з прямими сторонами завдовжки до 12 см і вшир 4 мм з дрібною поздовжньою ребристістю. Блискуче темно-коричневе насіння всередині розташоване поздовжньо, має еліптично-довгасту форму й довжину 5–5,5 мм.